# Ролф Тюнґ
Ролф Тюнґ (нід. Rolf Thung; нар. 27 липня 1951) — колишній нідерландський тенісист.
Найвищу одиночну позицію світового рейтингу — 86 місце досяг 30 квітня 1975, парну — 529 місце — 16 липня 1984 року.
Здобув 1 парний титул.
Найвищим досягненням на турнірах Великого шолома було 3 коло в одиночному розряді.

## Фінали за кар'єру

### Парний розряд (1 перемога)
| Результат | W/L | Дата     | Турнір          | Покриття | Партнер                | Суперники              | Рахунок  |
| --------- | --- | -------- | --------------- | -------- | ---------------------- | ---------------------- | -------- |
| Перемога  | 1–0 | Вер 1978 | Борнмут, Англія | Ґрунт    | Люк Сандерс (тенісист) | Девід Картер Род Фролі | 6–3, 6–4 |

## Часова шкала досягнень на турнірах Великого шлему
| W | Ф | ПФ | ЧФ | #Р | КТ | К# | DNQ | A | NH |

### Одиночний розряд
| Турнір                                 | 1974 | 1975 | 1976 | 1977 |
| -------------------------------------- | ---- | ---- | ---- | ---- |
| Відкритий чемпіонат Австралії з тенісу |      |      |      |      |
| Відкритий чемпіонат Франції з тенісу   |      | 1р   |      |      |
| Вімблдонський турнір                   | 3р   | 1р   | 1р   | 1р   |
| Відкритий чемпіонат США з тенісу       |      | 1р   |      |      |

### Парний розряд
| Турнір                                 | 1975 | 1976 | 1977 | 1979 |
| -------------------------------------- | ---- | ---- | ---- | ---- |
| Відкритий чемпіонат Австралії з тенісу |      |      |      |      |
| Відкритий чемпіонат Франції з тенісу   |      |      |      |      |
| Вімблдонський турнір                   | 1р   | 1р   |      |      |
| Відкритий чемпіонат США з тенісу       | 1р   | 2р   |      | 1р   |